# Ikwere
L’ikwere, ou ikwerre, est une langue nigéro-congolaise du groupe igboïde parlée au Nigéria. Elle est parlée par les Ikweres dans l’État de Rivers.

## Écriture
| a | b | ch | d  | e | ẹ | f | g | gb | gh | gw | h | i | ị | j | k  | kp | kw | l |
| m | n | nw | ny | ṅ | o | ọ | p | r  | s  | t  | u | ụ | v | w | wh | y  | z  |   |

Les tons sont indiqués, lorsqu’il y a une ambiguité, à l’aide de signes diacritiques sur les voyelles ou les consonnes syllabiques, :
- le ton haut avec l’accent aigu ;
- le ton bas avec l’accent grave ;
- le ton descendant avec l’accent circonflexe ;
- le ton montant avec le caron ;
- la faille tonale (downstep) avec le macron.

Le ton haut de la première syllabe du verbe au négatif est toujours indiqué. 
Les voyelles nasales sont précédée de la lettre n dans l’orthographe, par exemple ‹ àvnụ̂ › [avʊ̃̂], ‹ bìsní › [bìsĩ́], ‹ ìwhnérné › [íhwẽ́rẽ́], ‹ ógwnù › [ógwũ̀], ‹ ófnó › [ófṍ]. Les voyelles qui sont précédées de consonnes nasales sont nasalisées.
Les digrammes kp et gb représentent des consonnes non explosives bilabiales.